# Saica elkinsi
Saica elkinsi är en insektsart som beskrevs av Blinn 1994. Saica elkinsi ingår i släktet Saica och familjen rovskinnbaggar. Inga underarter finns listade i Catalogue of Life.